# 纪念碑球场 (利马)
纪念碑球场（西班牙語：Estadio Monumental）是一座位于秘鲁利馬阿特區的足球体育场。它是秘鲁也是南美洲最大的体育场。